# اس‌ام‌اس نسنائو
اس‌ام‌اس نسنائو (به انگلیسی: SMS Gneisenau) یک کشتی بود که طول آن ۱۴۴٫۶ متر (۴۷۴ فوت) بود. این کشتی در سال ۱۹۰۶ ساخته شد.